# Lissonotus unifasciatus
Lissonotus unifasciatus es una especie de escarabajo longicornio del género Lissonotus, superfamilia Chrysomeloidea. Fue descrita científicamente por Gory en 1831.
Se distribuye por Argentina, Bolivia y Brasil. Mide 12-24,8 milímetros de longitud. El período de vuelo ocurre en los meses de enero, septiembre, octubre y noviembre.